# Kattostnäva
Kattostnäva (Erodium malacoides) är en näveväxtart som först beskrevs av Carl von Linné, och fick sitt nu gällande namn av L'hér. och William Aiton. Enligt Catalogue of Life ingår Kattostnäva i släktet skatnävor och familjen näveväxter, men enligt Dyntaxa är tillhörigheten istället släktet skatnävor och familjen näveväxter. Arten förekommer tillfälligt i Sverige, men reproducerar sig inte.

## Underarter
Arten delas in i följande underarter:
- E. m. brevirostre
- E. m. floribundum
- E. m. malacoides